# Нова Єлшанка
Нова Єлша́нка (рос. Новая Елшанка) — село у складі Бузулуцького району Оренбурзької області, Росія.

## Населення
Населення — 408 осіб (2010; 335 у 2002).
Національний склад (станом на 2002 рік):
- росіяни — 93 %